# Опанас Щуровський
Опана́с (Афана́сій) Заха́рович Щуровський (пом. 28 вересня 1663) — український державний і військовий діяч доби Гетьманщини, дипломат, переяславський полковник (1662—1663). Родич і соратник наказного гетьмана Якима Сомка, страчений разом з ним у Борзні.

## Походження
Яким Сомко називав його своїм «братом». Згідно з реконструкцією В. Кривошеї, був двоюрідним братом гетьмана — сином православного шляхтича Захара Щуровського та невідомої на ім'я доньки козацького сотника Федька Сома — діда Якима Сомка.
Перед Визвольною війною рід Щуровських фіксувався у Борисполі. Найімовірніше, його представником також був гельмязівський сотник Переяславського полку у 1649 році Іван Щуренко-Щуровський. Також дослідник В. Кривошея припускав зв'язок роду із селом Щурівкою Іваницької сотні Прилуцького полку. З XVI століття відомі зем'янські роди Щуровських-Щурівських у Волинському та Брацлавському воєводствах.

## Життєпис
У 1661—1662 роках кілька разів призначався наказним переяславським полковником від Якима Сомка, який суміщав полковницький уряд та наказне гетьманство. Зокрема, згаданий як наказний полковник восени 1661 і у квітні 1662.
Після обрання Сомка повновладним гетьманом на Козелецькій раді у квітні 1662, на полковництві його змінив Семен Гладкий, що раніше був генеральним осавулом. Проте вже у травні полковником був обраний Щуровський, а Гладкий перейшов на уряд генерального судді. 23 травня як переяславський полковник Щуровський підписав листа до царя зі скаргою на єпископа Мефодія (Филимоновича).
Брав участь у обороні Переяслава від військ правобережного гетьмана Юрія Хмельницького у червні 1662. У листі до царя від 25 червня Сомко згадує Щуровського, перелічуючи полковників, які перебувають при гетьмані зі своїми полками. Очолював полк у битві під Каневом 26 липня, де правобережні козаки та кримські татари зазнали нищівної поразки від військ Якима Сомка та московського воєводи Гр. Ромодановського. Переяславський полк відзначився у цій битві.
Активно підтримував Сомка у політичній боротьбі наприкінці 1662 — на початку 1663 року. У вересні 1662 підписав колективний лист лівобережної старшини до Олексія Михайловича на підтримку політики Сомка та з засудженням дій «кошового гетьмана» Івана Брюховецького.
Виконував дипломатичні доручення лівобережного гетьмана. На початку 1663 разом із лубенським полковником Степаном Шамрицьким та ігуменом Мгарського монастиря Віктором Загоровським вів перемови у Переяславі з представниками короля Речі Посполитої Яна II Казимира. 2 лютого зустрічався у Переяславі з царським посланцем Федором Лодиженським, у подарунок від якого отримав два соболі.
Після поразки Сомка на чорній раді в Ніжині у червні 1663 взятий під варту, утримувався в Ніжинському замку. 28 вересня страчений у Борзні за вироком військового суду разом з гетьманом Сомком та іншими його прибічниками.

## Нащадки
Донька Тетяна (Щуровщанка) першим шлюбом одружена з Павлом Рустановичем — етнічним греком, військовим товаришем Переяславського полку, найбагатшим купцем у Переяславі. Другим шлюбом — з Іваном Берлом (пом. 1721) — вороньківським сотником, переяславським полковим суддею.